# Animal Man
Animal Man är en amerikansk tecknad serie och seriefigur, en superhjälte skapad av Dave Wood och Carmine Infantino för DC Comics. Han dök upp för första gången i tidningen Strange Adventures nummer 180 (september 1965). 
Hjälten heter i det civila Buddy Baker. I sitt första äventyr bevittnar han ett exploderande flygande tefat och får förmågan att imitera djurs egenskaper (flyga som en fågel, simma som en fisk, bli stark som en elefant o.s.v.) och kallas enbart för The Man with Animal Powers. I senare avsnitt skaffar han en orange superhjältedräkt och börjar kalla sig för Animal Man.
Animal Man var en ganska obskyr figur ända tills serieförfattaren Grant Morrison återintroducerade honom i en egen tidning 1988. Morrisons historier fokuserade oväntat mycket på ämnen som djurrätt, idealism, existentialism och det kosmiska medvetandet (ämnen som han senare återvände till i The Invisibles). Tidningen blev uppskattad både kommersiellt och kritikermässigt, och blev Morrisons första succé. När Morrison lämnade serien fortsatte den att publiceras med manus av bl.a. Peter Milligan, Jamie Delano och Jerry Prosser. Tecknare inkluderade Chas Truog, Steve Dillon och Steve Pugh. Omslagen gjordes länge av Brian Bolland. 
Tidningen blev en av bastitlarna i DC:s Vertigo-satsning med serier för vuxna. Med tiden förlorade den allt fler av sina superhjälteattribut. 
Tidningen Animal Man lades ner 1995. Efter det gjorde Animal Man under flera år endast kortvariga gästspel i andra tidningar. Men senare på 2000-talet återlanserades figuren och under 2007 spelade Animal Man en viktig roll i DC:s crossover-serie 52, där figuren återvänder till sitt superhjälteursprung. Sedan utgavs en ny tidning från 2011 till 2014, The New 52, där Animal Man finns med, denna gång skriven av Jeff Lemire. 